# Cinéma bulgare
Le spectateur francophone a peu d’occasions de découvrir le cinéma bulgare, dont les films sont rarement projetés en France par exemple, à l’exception de quelques cycles proposés par les salles d’art et d’essai, alors que les festivals internationaux ont pourtant salué un certain nombre d’entre eux.

## Histoire du cinéma bulgare

### 1897-1947: Une existence embryonnaire avant la guerre
L’histoire cinématographique bulgare commence en 1897, à Roussé, avec la première projection organisée par les frères Lumière. Le premier film connu - Le Bulgare est un homme galant (Bălgarina e galant) - sort le 13 janvier 1915. Le cinéma a connu des débuts assez laborieux en Bulgarie, notamment par comparaison avec d'autres pays voisins, et l'on ne dénombre que 55 longs métrages avant la nationalisation de l'industrie cinématographique en 1948. Il n'est pas facile d'identifier des tendances ou des mouvements avant la Seconde Guerre mondiale. Beaucoup de films semblent avoir été des adaptations littéraires sommaires ou des comédies bourgeoises, telle cette pochade de Vassil Guéndov (en bulgare : Васил Гендов) (1915) ou encore Le Diable à Sofia en 1923. Guendov est aussi l’auteur du premier film bulgare sonore, La Révolte des esclaves (Buntat na robité), en 1933. De fait les Bulgares sont submergés alors par les films étrangers (surtout allemands, et, dans une moindre mesure à ce moment-là, américains, voire français).
Quelques titres de cette période :
- 1915 : Le Bulgare est un homme galant (Balgaran e galant) de Vassil Guéndov
- 1923 : Sous le ciel d'antan de Nicola Larin ; Le Rocher des jeunes filles de Boris Grezov
- 1931 : Tombes sans croix de Boris Grezov
- 1933 : La Révolte des esclaves (Buntat na robité) de Vassil Guéndov
- 1936 : Le Tumulus d'Aleksandar Vazov
- 1938 : Strahil le Voïvode (Strahil Vojvoda) de Iosip Novak

### 1948-1969: Un cinéma très contrôlé
Le 5 avril 1948 une loi nationalise l'industrie cinématographique bulgare. Les documentaires, les films historiques et idéologiques sont alors encouragés. Cette tendance s'atténue après 1960. Un studio public de production - aux infrastructures alors sans équivalent dans les Balkans - est créé en 1962.
Quelques titres de cette période :
- 1950 : L'Aigle Kaline (Kaline Orelat) de Boris Borozanov
- 1951 : Alerte (Trevoga) de Zacharie Jandov
- 1958 : Favori no 13 (Lubimetz no 13) de Vladimir Yantchev ; Sur une petite île (Na Malkia Ostrov) de Rangel Valchanov
- 1961 : Nous étions jeunes (A biahme mladi) de Binka Jeliaskova
- 1962 : Le Tabac (Tyutyun) de Nicola Korabov (sélection officielle en compétition au festival de Cannes 1963)
- 1964 : Le Voleur de pêches (Kradetzat Na Praskovi) de Vulo Radev
- 1968 : Oiseaux et lévriers (Ptitzi i Khratki) de Georgi Stoianov
- 1969 : L'Iconostase (Ikonostassat) de Christo Christov et Todor Dinov

### 1970-1980: Diversification de la production
Pendant la période 1970-1980, le studio public d’État produisait entre 20 et 25 fictions chaque année. Les problèmes contemporains commencent à être abordés et l'on perçoit même une certaine forme de critique sociale.
Quelques films de cette période :
- 1972 : La Corne de la chèvre (Kozijat Rog) de Methodi Andonov
- 1973 : Hommes sans travail d'Ivan Terziev ; Affection (Obitch) de Ludmil Staikov
- 1974 : Le Dernier Eté (Posledno Liato) de Christo Christov
- 1975 : Osadeni Dushi de Vulo Radev
- 1975 : Svatbite na Yoan Asen de Vili Tzankov
- 1977 : Avantage de Guéorgui Dioulguérov ; Temps virils d'Edouard Zakhariev
- 1978 : Panteleï de Georgi Stoianov ; Toplo
- 1979 : Les Chaussures vernies du soldat inconnu de Rangel Valchanov ; La Barrière de Christo Christov
- 1980 : Illusion de Ludmil Staikov ; Dami Kanyat d'Ivan Antonov

### 1981-1990: Intermède historique et problèmes contemporains
En 1981 l'État bulgare célèbre le 1300e anniversaire de sa fondation et commande à cette occasion une série de superproductions épiques célébrant tel ou tel épisode de l'histoire du pays. Toutefois le cinéma bulgare — influencé par les nouvelles vagues de l'Europe occidentale — se penche également sur l'évolution de la société.
Quelques films de cette période :
- 1981 : Aune pour aune de Guéorgui Dioulguérov ; Aszparuh de Ludmil Staikov
- 1982 : Magie blanche d'Ivan Andonov ; Orkestar Bez Ime
- 1983 : Hôtel central de Veselin Branev ; Gospodin za Edin Den de Nicolai Volev
- 1984 : Opasen Char d'Ivan Andonov
- 1987 : Retour sur terre de Rumyana Petkova
- 1988 : Ivan et Alexandre d'Ivan Nicev ; Vchera d'Ivan Andonov ; Vreme Na Nasilie de Ludmil Staikov
- 1989 : Moi, la comtesse (Az, grafinyata) de Peter Popzlatev
- 1990 : Le Camp de Guéorgui Dioulguérov

### 1990-2000 :L'après-communisme
L'effondrement du communisme en 1990, avec les bouleversements politiques qui suivent, s'ajoute aux phénomènes que l'on observe dans les autres pays occidentaux : concurrence de la télévision, fréquentation en baisse, hégémonie du cinéma américain. Tout cela ne favorise guère l'essor du cinéma bulgare.
Pourtant cette liberté nouvelle permet d’aborder des thèmes jusque-là tabous et de dénoncer les excès antérieurs.
- 1993 : Quelque chose dans l’air (Necto vav vazducha) de Peter Popzlatev
- 1995 : L'Hirondelle noire de Guéorgui Dioulguérov ; Les amis d’Emilia de Ludmil Todorov

### Depuis 2000
Sans parler des coproductions, la production bulgare actuelle est de trois ou quatre films par an.
- 2001 : Opashkata Na Diavola
- 2001 : Pismo do Amerika
- 2004 : Patuvane kam Yerusalim d'Ivan Nitchev, Izpepelyavane de Stanimir Trifonov et Mila ot Mars de Zornitsa Sophia
- 2005 : Georgi i peperudite d'Andrey Paounov, Otkradnati ochi de Radoslav Spasov, qui remporta l’Ours d’Or du Festival de Berlin [1], et Lady Zee de Guéorgui Dioulguérov.
- 2006 : Sofia's last ambulance d'Ilian Metev
- 2008 : The World is Big de Stephan Komandarev
- 2009 : Eastern Plays de Kamen Kalev
- 2011 :
  - Avé de Konstantin Bojanov ;
  - Abri (Podslon) de Dragomir Cholev ;
  - Sneakers (Kétsové) d’Ivan Vladimirov et Valéri Yordanov ;
  - Lora from morning till evening (Lora ot sutrin do vecher) de Dimitar Kotsev ;
  - Tilt des frères Chouchkov.
- 2012 : L'Étranger (Tchouzdénétsat) de Niki Iliev
- 2014 : Sadilishteto de Stephan Komandarev
- 2015 : La Leçon de Kristina Grozeva et Petar Valchanov
- 2017 : Taxi Sofia (Posoki) de Stephan Komandarev
- 2019 : Rounds (В кръг) de Stephan Komandarev

## Réalisateurs
- Tania Botéva-Malo
- Guéorgui Dioulguérov
- Donyo Donev (en)
- Binka Jeliaskova)
- Kamen Kalev
- Stephan Komandarev
- Mikhail Pandoursky
- Angel Wagenstein

### Catégories
- Réalisateurs bulgares
- Réalisatrices bulgares
- Scénaristes bulgares

## Le cinéma d'animation
En Bulgarie, le cinéma d'animation apparaît avec Todor Dinov dans les années 1950 et 60, suivi par Donio Donev et Stoian Dukov dans les années 1970.
Au Festival international du film d'animation d'Annecy de 2006, Andrey Tsevtkov remporte le prix UNICEF pour son court métrage Cherno na byalo (Black on White), une protestation contre une société qui rejette les différences.

## Acteurs
Stoyan Bachvarov - Rusi Chanev - Georgi Cherkelov - Hristo Chopov - Naum Chopov - Stefan Danailov - Itzhak Fintzi - Georgi Georgiev - Stanislav Ianevski - Georgi Kalojanchev - Velko Kanev - Apostol Karamitev - Nevena Kokanova - Todor Kolev - Marius Kurkinski - Tatyana Lolova - Georgi Mamalev - Hristo Mutafchiev - Stoyanka Mutafova - Lyubomir Neikov - Nadya Nozharova - Georgi Partsalev - Katya Paskaleva - Pavel Popandov - Petar Popyordanov - Krastiu Petrov Sarafov - Josif Sarchadjiev - Petar Slabakov - Kosta Tsonev - Grigor Vachkov - Martina Vachkova - Ani Valchanova
- Acteurs bulgares, Actrices bulgares, Liste d'acteurs et d'actrices bulgares (en)

## Festivals et récompenses
- Festival international du film de Sofia
- In the Palace Festival international du court métrage
- Golden Rose Bulgarian Feature Film Festival (en)
- En France :
- Festival "Regards sur le cinéma Bulgare" Paris : du 31 janvier au 5 février 2007. Cinéma le Reflet Médicis.
- Festival du Cinéma Bulgare - première édition - Paris 2017 : du 1 au 2 juin 2017. Cinéma le Christine 21.
- Festival du Cinéma Bulgare - deuxième édition - Paris 2018 : du 1 au 2 juin 2018. Cinéma le Christine 21.

## Institutions
- Archives cinématographiques nationales de Bulgarie (en)

### Formation
- L'École supérieure du théâtre et du cinéma (VITIS) est créée à Sofia en 1973.

## Films
- Films bulgares (par année ou par genre)
- Listes de films bulgares (en)
- Liste de films bulgares proposés à un Oscar du meilleur film étranger (en)

## Revues de cinéma
- Kinoiskousstvo (fondée en 1945)
- Filmovi Novini (fondée en 1954)
- Bulgarski Filmi (fondée en 1963)